# Dassault Falcon 8X
Dimensions
Le Falcon 8X est un avion d'affaires haut de gamme  de la famille Falcon construit par Dassault Aviation, en service depuis 2016. Il s'agit d'un triréacteur dérivé du  Falcon 7X avec un fuselage allongé, une nouvelle voilure et des équipements modernisés.

## Conception
Le Falcon 8X a été annoncé au salon EBACE en mai 2014. Le nouveau jet de Dassault se présente comme un dérivé profondément modifié et modernisé du Falcon 7X, et doit devenir le vaisseau amiral du groupe.
Motorisé par une version améliorée du réacteur Pratt & Whitney PW307, le 8X dispose d'une nouvelle voilure en aluminium, de trains d'atterrissage renforcés, d'un fuselage et d'une cabine rallongés. Capable de transporter jusqu'à 19 passagers, l'appareil est un jet haut de gamme, à large cabine et très long rayon d'action. Il pourra franchir 11 945 km sans escale (945 km de plus que le 7X), avec huit passagers et trois membres d'équipage. Il s'agit du plus long rayon d'action de la gamme Falcon.
L'assemblage final et les tests du 8X se déroulent dans le hall Charles Lindbergh du site de Bordeaux-Mérignac. Alors que la campagne d'essais au sol s'est achevée en novembre, le premier vol, effectué le 6 février 2015, donne le coup d'envoi de la campagne d'essais en vol à laquelle ont participé trois appareils. Le 27 juin 2016, l'entreprise annonce par communiqué de presse que le 8X a été certifié par l'Agence européenne de la sécurité aérienne. La première livraison a eu lieu le 5 octobre 2016. Le constructeur prévoit d'assembler alors trois appareils par mois d'ici à 2018.
Le Falcon 8X a été présenté pour la première au salon African Aerospace and Defence Expo (en) à Johannesburg, tenu du 19 au 23 septembre 2018, afin de séduire le marché africain.
Durant le salon du Bourget 2019, il est annoncé qu'il servira de plate-forme au programme Archange de renseignement électronique destiné à l’Armée de l’air française en 2025.
Le Falcon 8X se positionne en rival des Gulfstream 550 et Bombardier Global 6000.

## Spécifications

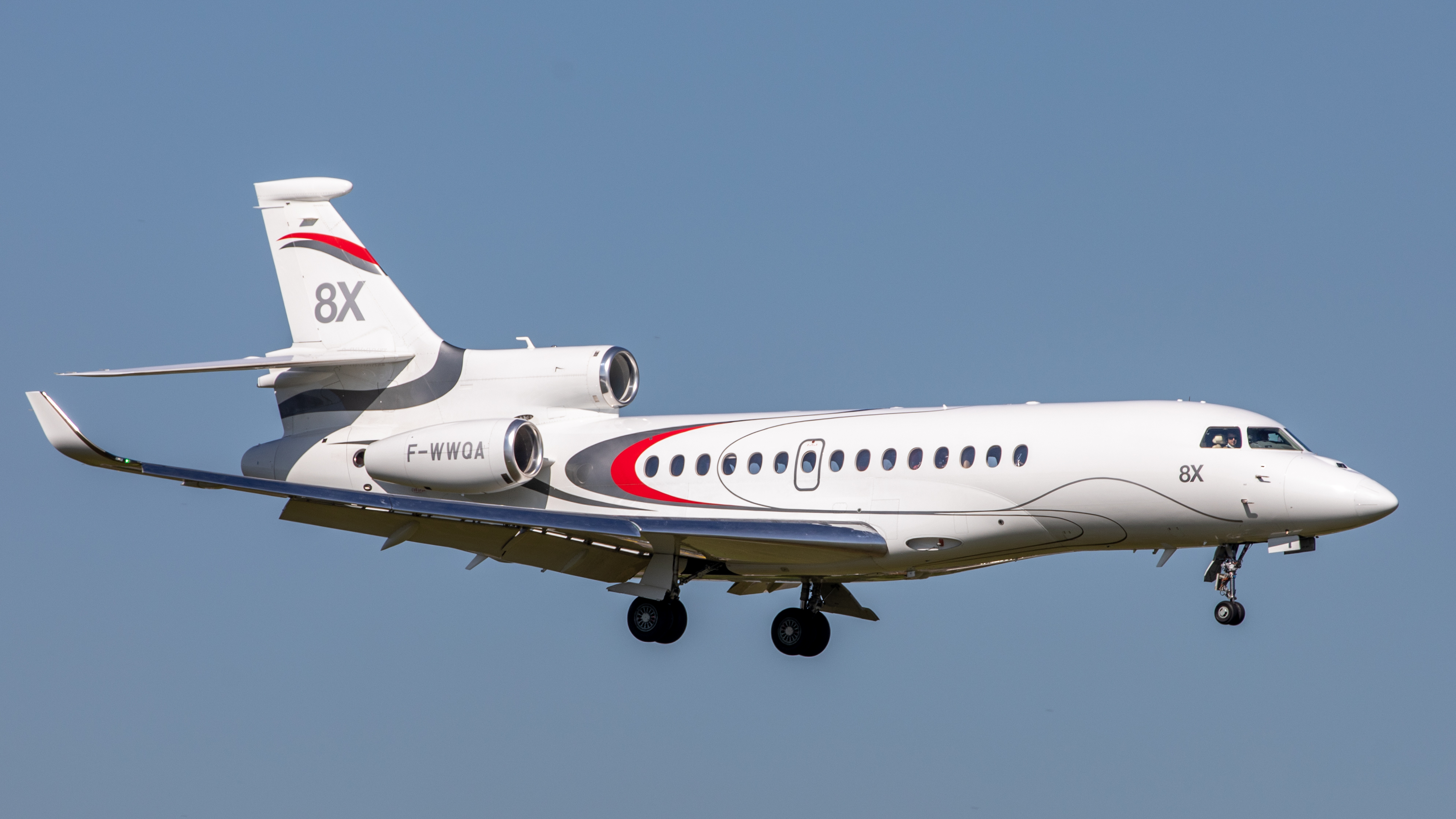
en vol

Données de Site Dassault Aviation
Caractéristiques générales
- Équipage : jusqu'à 3
- Capacité : 19
- Longueur : 24,46 m
- Envergure : 26,29 m
- Hauteur : 7,94 m
- Masse maximale au décollage : 33 113 kg
- Moteur : 3 turboréacteurs Pratt & Whitney Canada PW307D, 29,9 kN chacun
- Longueur de la cabine: 13 m
- Hauteur de la cabine: 1,88 m
- Largeur de la cabine: 2,34 m

 Performances 
- Vitesse maximale : Mach 0,90
- Distance franchissable : 11 945 km (6 450 NM) avec 8 passagers à Mach 0,8
- Plafond : 15 500 m (51 000 ft)
- Distance de décollage : 1 829 m
- Distance d'atterrissage : 656 m

## Dassault Falcon Archange
Le Dassault Falcon Archange (Avion de Renseignement à CHArge utile de Nouvelle GEnération) est un avion de reconnaissance et de guerre électronique lancé en 2018 en vue de fournir trois avions à l'Armée de l'air française dans le cadre du programme « Capacité Universelle de Guerre Électronique » (CUGE) ; la charge utile étant fournie par Thales. Basés sur un Falcon 8X apportant plus d'allonge, ils doivent à terme remplacer les deux C-160G Gabriel opérés par l'Escadron électronique aéroporté 1/54 Dunkerque entre 1989 et 2022. Leur entrée en service passe, en 2023, de 2026 à 2028,.
Initialement connu sous le nom de Falcon Epicure, il prend son nom actuel d'Archange en juin 2019.
Il effectue son premier vol depuis l'aéroport de Bordeaux-Mérignac le 17 juillet 2025.